# Оксфордский институт экономической политики
Оксфордский институт экономической политики (англ. The Oxford Institute for Economic Policy, OXONIA) — мозговой центр, независимая и некоммерческая организация, созданная в 2004 году в Оксфордском университете с целью обсуждений, анализа и исследований в сфере глобальной экономической политики. Данный институт привлекает к обсуждению вопросов политиков, учёных, общественных деятелей из разных стран, а также проводит собственные исследования по направлениям, одобренным советом института. Институт работает в тесном сотрудничестве с экономическим факультетом Оксфордского университета.

## Состав института
Президентом Оксфордского института экономической политики является Доменико Ломбарди (Domenico Lombardi). Он является членом ведущих политических форумов, включая Брукингский институт , Бреттон-Вудского комитета Международного совета, группы исследований G20, исследовательской группы G8, Aspen Institute Italia и института международных отношений . Доктор Ломбарди является главный редактор журнала World Economics и членом редколлегии ряда журналов. Ранее он был членом Исполнительного советов Международного валютного фонда и Всемирного банка.
Почётным членом института является Джеффри Д. Сакс, директор Института Земли, профессор Колумбийского университета. Специальный советник Генерального секретаря ООН Кофи Аннана. Известен своей консультационной деятельностью правительств в странах Латинской Америки, Восточной Европы, бывшего Советского Союза, Азии и Африки. Недавно он был назван в числе 100 самых влиятельных лидеров в мире журналом Time Magazine.
Почётным членом OXONIA являлся Питер Сазерленд (Peter Sutherland, 1946—2018). Он был председателем Goldman Sachs International и BP и специальным представителем ООН по вопросам миграции и развития. Г-н Сазерленд также являлся членом совета директоров Королевского банка Шотландии. Его деятельность была связана со следующими организациями: Трехсторонней комиссии (Европа), Председатель; Всемирный экономический форум, член правления Фонда; исполнительный директор Совета международных советников (Гонконг), Федеральной целевой президент, член Королевской ирландской академии, посол доброй воли в Организацию Объединенных Наций по промышленному развитию.
Мария Фабиана Виола (Maria Fabiana Viola) является исполнительным директором OXONIA, Оксфордского института экономической политики.

### Совет института
В совет института, осуществляющий руководство исследованиями и политикой организации, входят представители разных категорий учёных, специалистов, политиков. По состоянию на май 2012 года в состав Совета входят:
1. Пол Клемперер (Paul D. Klemperer) — председатель совета. Доктор Клемперер является профессором экономики Оксфордского университета. Он также является членом комиссии по конкуренции Великобритании, привлекался для консультаций Федеральной торговой комиссией США, Европейской комиссией и рядом других государственных учреждений и частных компаний Является всемирно известным экспертом в организации и проведении аукционов.
2. Стивен Бонд (Stephen R. Bond) — член совета, директор программы Института фискальных исследований в Лондоне, заместитель директора научно-исследовательского центра ESRC для микроэкономического анализа общественной политики (CPP), приглашенный профессор экономики Оксфордского университета.
3. Роберт Чоут (Robert Chote) — член совета, президент Национального института экономических и социальных исследований, бывший советник первого заместителя директора-распорядителя Международного валютного фонда и редактор отдела экономики Financial Times.
4. Сэр Дэвид Ф. Хендри (David F. Hendry) — член совета, профессор экономики на экономическом факультете Оксфордского университета, член Британской академии, Королевского общества Эдинбурга и Эконометрического общества, почетный вице-президент Королевского экономического общества и Иностранный почетный член Американской академии искусств и наук и Американской экономической ассоциации.
5. Колин Майер (Colin Mayer) — член Академического совета и политики. Д-р Майер — декан бизнес-школы Saпd, Оксфордский университет, директор Оксфордского экономического Research Associates Ltd (OXERA), почетный член Колледжа Св. Анны Оксфордского университета, член редколлегии многих экономики и финансов журналах.
6. Джон Мюльбауер (John Muellbauer) — член Совета, профессор экономики и официальный член Nuffield College. Член Британской академии и эконометрического общества, он был ранее профессором экономики в Birkbeck колледжа в Лондоне.
7. Деннис Сноуер (Dennis Snower) — член совета. Является президент Кильского института мировой экономики, член Королевского общества искусств и научный сотрудник Институтом по изучению труда, Бонн. Профессор Snower ранее работал и преподавал в Лондонском университете, Колумбийском университет, Стокгольмском университете, университете в Иерусалиме.
8. Дэвид Вайнс (David Vines) — член Академического совета и политики. Профессор экономики на экономическом факультете Оксфордского университета и членом Баллиол колледж в Оксфорде.
9. Мартин Вулф (Martin Wolf) — почетный член совета. Он является помощником редактора и комментатора раздела экономики в Financial Times. Г-н Вольф был награждён в 2000 году за заслуги в области финансовой журналистики. Он является приглашенным научным сотрудником в Nuffield-колледже Оксфордского университета, а также специальным профессором Университета Ноттингема.
10. Нгэйр Вудс (Ngaire Woods) — член Академического совета и политики. Она профессор международной политической экономики в отделе политики и международных отношений, директор Глобальной программы экономического управления, научный сотрудник в области политики и международных отношений в Университетском колледже в Оксфорде, и старший научный сотрудник центра международного развития в Оксфорде.

## Направления деятельности
Оксфордский институт экономической политики стремится к влиянию в сфере экономической политики, привлечению внимания научной общественности к новым актуальным темам.
В настоящее время институт сосредоточил свою деятельность на двух программах: улучшение макроэкономической деятельности и укреплению экономического сотрудничества. Для учёных, политиков и экспертов организуются регулярные встречи, чтобы представить обсудить новые идеи и обсудить возможности внедрения в реальную экономическую политику последних достижений в соответствующих научных исследований.

### Улучшение макроэкономических показателей
В рамках этой программы ученые, политики и практики обсуждают вопросы, связанные с изучением и сравнением макроэкономических показателей, с экономической политикой, необходимой для достижения устойчивого развития. Оксфордский институт экономической политики проводит ряд мероприятий, направленных на решение вопросов в этой области.

### Укрепление экономического сотрудничества
В рамках этой программы усилия учёных, политиков и практиков сосредоточены на вопросах, связанных с укреплением экономического сотрудничества на двусторонней и многосторонней основе.
Ранее институт имел два основных направления деятельности:
- Развитие макроэкономических исследований и укрепление экономического сотрудничества.
- Организация форумов ученых, политиков и экспертов с целью обсуждения проблем и выработки рациональных решений.

Институтом организуется также ряд публичных лекций (OXONIA Distinguished Speaker Event) с участием известных экономистов и политиков.
В тесном сотрудничестве с OXONIA издаётся журнал World Economics, который выходит с 2000 года.
Подписка на материалы института OXONIA бесплатна и доступна всем желающим.